# Lendvai István
Lendvai István, Lehner István József (Budapest, 1888. július 5. – Szombathely, 1945. március 15. körül) újságíró, költő.

## Életrajza
Lehner Péter fűszerkereskedő és Schuchmann (Lutz) Jozefa fiaként született. Középiskolai tanulmányai után Kalocsán az érseki tanítóintézetben szerzett tanítói oklevelet. Szegeden, majd Budapesten több lapnak is munkatársa volt. Versei az Életben és a Nyugatban jelentek meg. Az első világháború után a „keresztény-nemzeti” irányzat képviselője és a Horthy-korszak egyik jellegzetes alakja volt. 1914-től az Új Nemzedék munkatársa, 1919-től a Központi Sajtóvállalat lapjaiba írt. 1923-ban Cegléden fajvédő programmal képviselővé választották. A második világháború idején elfordult korábbi elveitől, a Magyar Nemzet munkatársa lett, ahol Nomád írói néven a német fasizmust bíráló cikkeket írt. 1944. július 18.-án a nyilasok elfogták és Tapolcára, Zalaegerszegre, végül Szombathelyre hurcolták. Itt a börtönben meghalt.
Felesége Hesz Mária Anna volt, akivel 1911. szeptember 8-án Székesfehérváron kötött házasságot.

## Főbb munkái
- Fáklyafüst (versek, Budapest, 1918)
- Szüreti versek (Budapest, 1925)
- Róma tornyai alatt (riportkönyv, Budapest, 1934)
- A kereszténység a horogkereszt árnyékában (Budapest, 1937)
- Világ és magány (versek, Budapest, 1938)
- Nomád leveleiből (Budapest, 1942)